# Ricardo Costa de Oliveira
Ricardo Costa de Oliveira (Três Lagoas, 14 de junho de 1982) é um atleta paralímpico brasileiro especialista em salto em distância.
Conquistou a medalha de ouro nos Jogos Paralímpicos de Verão de 2016 no Rio de Janeiro, representando seu país na categoria de salto em distância masculino, após ultrapassar o estadunidense Lex Gillete.